# 无囊狸藻组
无囊狸藻组（学名：Utricularia sect. Avesicaria）为狸藻属下的一组。其下的两个物种都为中美洲和南美洲的特有种。